# 사라 셰스트룀
사라 프레드리카 셰스트룀(스웨덴어: Sarah Fredrika Sjöström, 스웨덴어 발음: [ˈsɑ̂ːra ˈɧø̂ːstrœm], 1993년 8월 17일~)은 스웨덴의 수영 선수이다. 주 종목은 자유형과 접영으로 올림픽 수영 금메달을 획득한 최초의 스웨덴 여성 선수이다.

## 선수권 경력
스톡홀름주 살렘 시 출신이다. 2008년 3월 22일 14세의 나이로 네덜란드 에인트호번에서 열린 유럽 선수권 대회에서 100m 접영 종목 금메달을 획득하였다. 이 때 준결승전에서 58.38초를 기록하여 안나카린 캄멜링이 세웠던 기존 스웨덴 기록(58.71초)를 갱신했다. 이후 결승에서 58.44초의 기록으로 네덜란드의 잉어 데커르와 프랑스의 오로르 몽젤을 제치며 우승을 차지했다. 같은 해에 열린 스웨덴 수영 선수권 대회에서 58.55초의 기록을 내며 우승했다.
2009년 로마에서 열린 세계 수영 선수권 대회에서는 준결승전에서 65.44초를 기록하며 9년 동안 유지된 잉어 더 브라윈의 세계 기록을 갱신했다. 다음 날에 열린 접영 100m 결승전에서 56.0초의 기록으로 자신이 세운 세계 기록을 갱신하며 금메달을 획득하였다.
2010년 부다페스트에서 열린 유럽 선수권 대회에서 접영 100m 2연승을 하였다. 2013년 헤르닝에서 열린 유럽 쇼트코스 선수권 대회에서 4개의 개인적, 2개의 단체 메달을 획득하였다.

## 올림픽 경력
2008년 하계 올림픽에 참가한 셰스트룀은 접영 100m 27위와 200m 접영 29위를 하였다. 100m 자유형 계영에도 참가하여 결승전에 진출하였으나, 신호 전 동작으로 인해 실격당했다.
4년 후 런던 올림픽에서 셰스트룀은 4개의 개인 종목에 출전하여, 50m, 100m, 200m 자유형의 준결승전에 도달하고 접영 100m 결승전에서 57.17초와 4위를 하였다. 이 경주에서 그녀의 세계 기록이 다나 볼머에 의하여 깨졌다.
2015년 카잔 세계 수영 선수권에서 다시 이전의 다나 볼머의 기록을 깨고 여자 접영 100ｍ 결승에서 55초64의 세계 신기록으로 금메달을 차지했다.
셰스트룀은 전날 열린 준결승에서 55초74에 레이스를 마쳐 볼머가 2012년 런던 올림픽 금메달을 목에 걸 때 작성한 종전 기록(55초98)을 3년 만에 0.24초 앞당기고 이번 대회 첫 번째 세계 신기록의 주인공이 되었느나 하루 만에 다시 세계 수영사를 새로 썼다.
2016년 리우데자네이루 올림픽에서 셰스트룀은 접영 100m에서 55.48초의 올림픽 겸 세계 기록을 세워 금메달 획득에 성공하였다.

## 같이 보기
- 수영 자유형 50m 세계 기록 추이
- 수영 자유형 100m 세계 기록 추이
- 수영 자유형 200m 세계 기록 추이
- 수영 접영 50m 세계 기록 추이
- 수영 접영 100m 세계 기록 추이
- 올림픽 수영 여자 메달리스트 목록